# 371-я стрелковая дивизия
371-я стрелковая дивизия — воинское соединение РККА ВС Союза ССР, принимавшее участие в Великой Отечественной войне и войне с Японией в составе 30-й, 31-й, 33-й, 49-й и 5-й армий.

## История
Стрелковая дивизия формировалась в городе Чебаркуль Челябинской области в сентябре — октябре 1941 года. В течение месяца проводилась боевая подготовка и к 15 ноября 1941 года дивизия была передислоцирована в город Ярославль, затем в город Кимры. Стрелковая дивизия формировалась в городе Чебаркуль Челябинской области в сентябре — октябре 1941 года. Командиром был назначен генерал-майор Ф.В. Чернышов. 12 ноября личный состав принял присягу. 7 ноября дивизия участвовала в параде в Чебаркуле, в этот день коллектив челябинского завода имени С. Орджоникидзе , взявший шефство над дивизией, вручил полкам Красные боевые Знамена. Боевые действия дивизия начала 30 ноября 1941 года в составе 30-й армии Западного фронта. 6 декабря воины 371 сд принимали участие в контрнаступлении в составе 30 армии на города Клин и Высоковск, а затем на Ржев. В декабре 1943 года дивизия вышла на подступы к Витебскув составе 5 –й армии. Отличившись в этих боях дивизия получила почетное наименование Витебской. В июне 1944 года начались бои за Каунас, а затем Вильнюс. За участие в освобождении Вильнюса дивизия была награждена орденом Красного Знамени, а за освобождение Каунаса и прорыв немецкой обороны на реке Неман-орденом Суврова 2 –й степени.
В январе 1945 года дивизия овладела рядом городов  в Восточной Пруссии. В середине апреля воины 371-й дивизии под командованием полковника А.С. Логинова принимали участие в ликвидации последних очагов сопротивления гитлеровцев на Земландском полуострове. День Победы воины дивизии встретили на Урале, продвигаясь в эшелонах в Маньчжурию, где за успешные боевые действия с японскими самураями соединение было награждено орденом Кутузова 2-й степени. Летом 1946 года дивизия была расформирована.

## Награды дивизии
- 2 июля 1944 года — почетное наименование «Витебская» — присвоено приказом Верховного Главнокомандующего № 0175 от 2 июля 1944 года за отличие в боях при освобождение города Витебска.
- 25 июля 1944 года —  Орден Красного Знамени — награждена указом Президиума Верховного Совета СССР от 25 июля 1944 года за образцовое выполнение заданий командования в боях с немецкими захватчиками, за овладение городом Вильнюс и проявленные при этом доблесть и мужество.[1]
- 12 августа 1944 года —  Орден Суворова II степени — награждена указом Президиума Верховного Совета СССР от 12 августа 1944 года за образцовое выполнение заданий командования в боях с немецкими захватчиками, за прорыв немецкой обороны на реке Неман и проявленные при этом доблесть и мужество.[2]
- 19 сентября 1945 года —  Орден Кутузова II степени — награждена указом Президиума Верховного Совета СССР от 19 сентября 1945 года за образцовое выполнение заданий командования в боях против японских войск на Дальнем Востоке при форсировании реки Уссури, прорыве Хутоуского, Мишаньского, Пограничненского и Дуннинского укреплённых районов, овладении городами Мишань, Гирин, Яньцзи, Харбин и проявленные при этом доблесть и мужество.[3]

Награды частей дивизии:
- 1229-й стрелковый Краснознамённый[4] ордена Суворова[5] полк
- 1231-й стрелковый Неманский[6] ордена Александра Невского[7] полк
- 1233-й стрелковый Витебский[8] ордена Александра Невского[5] полк
- 930-й артиллерийский Краснознамённый[4] ордена Кутузова[5] полк
- 445-й отдельный сапёрный ордена Александра Невского[9] батальон.

## Состав
- управление
- 1229-й стрелковый полк
- 1231-й стрелковый полк
- 1233-й стрелковый полк
- 930-й артиллерийский полк
- 242-й отдельный истребительно-противотанковый дивизион (с 4 июня 1942 года)
- 261-я зенитная батарея (654-й отдельный зенитный артиллерийский дивизион) – до 20 мая 1943 года
- 429-я отдельная разведывательная рота
- 445-й отдельный сапёрный батальон
- 818-й отдельный батальон связи (753-я отдельная рота связи)
- 452-й медико-санитарный батальон
- 445-я отдельная рота химической защиты
- 482-я автотранспортная рота
- 221-я полевая хлебопекарня
- 790-й дивизионный ветеринарный лазарет
- 1441-я полевая почтовая станция
- 740 -я полевая касса Государственного банка СССР

Периоды вхождения в состав Действующей армии:
- 30 ноября 1941 года – 19 апреля 1945 года
- 9 августа 1945 года - 3 сентября 1945 года

Перечень № 5 Стрелковых, горнострелковых, мотострелковых и моторизованных дивизий, входивших в состав действующей армии в годы Великой Отечественной войны 1941—1945 гг. / А. П. Покровский. — М.: Министерство обороны, 1956. — 218 с.

## Подчинение
| Дата             | Фронт (округ)                               | Армия      | Корпус                 | Примечания   |
| ---------------- | ------------------------------------------- | ---------- | ---------------------- | ------------ |
| 01.09. 1941 года | Уральский военный округ                     | -          | -                      | Формирование |
| 01.10. 1941 года | Уральский военный округ                     | -          | -                      | Формирование |
| 01.11. 1941 года | Уральский военный округ                     | -          | -                      | Формирование |
| 01.12. 1941 года | Западный фронт                              | 30-я армия | -                      | -            |
| 01.01. 1942 года | Калининский фронт                           | 30-я армия | -                      | -            |
| 01.02. 1942 года | Калининский фронт                           | 30-я армия | -                      | -            |
| 01.03. 1942 года | Калининский фронт                           | 30-я армия | -                      | -            |
| 01.04. 1942 года | Калининский фронт                           | 30-я армия | -                      | -            |
| 01.05. 1942 года | Калининский фронт                           | 30-я армия | -                      | -            |
| 01.06. 1942 года | Калининский фронт                           | 30-я армия | -                      | -            |
| 01.07. 1942 года | Калининский фронт                           | 30-я армия | -                      | -            |
| 01.08. 1942 года | Калининский фронт                           | 30-я армия | -                      | -            |
| 01.09. 1942 года | Западный фронт                              | 31-я армия | -                      | -            |
| 01.10. 1942 года | Западный фронт                              | 31-я армия | -                      | -            |
| 01.11. 1942 года | Западный фронт                              | 31-я армия | -                      | -            |
| 01.12. 1942 года | Западный фронт                              | 31-я армия | -                      | -            |
| 01.01. 1943 года | Западный фронт                              | 31-я армия | -                      | -            |
| 01.02. 1943 года | Западный фронт                              | 31-я армия | -                      | -            |
| 01.03. 1943 года | Западный фронт                              | 31-я армия | -                      | -            |
| 01.04. 1943 года | Западный фронт                              | 30-я армия | -                      | -            |
| 01.05. 1943 года | Западный фронт                              | 31-я армия | -                      | -            |
| 01.06. 1943 года | Западный фронт                              | -          | -                      | -            |
| 01.07. 1943 года | Западный фронт                              | -          | -                      | -            |
| 01.08.1943 года  | ???                                         | -          | -                      | -            |
| 01.09.1943 года  | Западный фронт                              | 49-я армия | -                      | -            |
| 01.10.1943 года  | Западный фронт                              | 33-я армия | 70-й стрелковый корпус | -            |
| 01.11.1943 года  | Западный фронт                              | 31-я армия | 70-й стрелковый корпус | -            |
| 01.12.1943 года  | Западный фронт                              | 31-я армия | 70-й стрелковый корпус | -            |
| 01.01.1944 года  | Западный фронт                              | -          | -                      | -            |
| 01.02.1944 года  | Западный фронт                              | 33-я армия | 36-й стрелковый корпус | -            |
| 01.03.1944 года  | Западный фронт                              | 33-я армия | 65-й стрелковый корпус | -            |
| 01.04.1944 года  | Западный фронт                              | 33-я армия | 36-й стрелковый корпус | -            |
| 01.05.1944 года  | 3-й Белорусский фронт                       | 5-я армия  | 72-й стрелковый корпус | -            |
| 01.06.1944 года  | 3-й Белорусский фронт                       | 5-я армия  | 65-й стрелковый корпус | -            |
| 01.07.1944 года  | 3-й Белорусский фронт                       | 5-я армия  | 65-й стрелковый корпус | -            |
| 01.08.1944 года  | 3-й Белорусский фронт                       | 5-я армия  | 65-й стрелковый корпус | -            |
| 01.09.1944 года  | 3-й Белорусский фронт                       | 5-я армия  | 65-й стрелковый корпус | -            |
| 01.10.1944 года  | 3-й Белорусский фронт                       | 5-я армия  | 65-й стрелковый корпус | -            |
| 01.11.1944 года  | 3-й Белорусский фронт                       | 5-я армия  | 65-й стрелковый корпус | -            |
| 01.12.1944 года  | 3-й Белорусский фронт                       | 5-я армия  | 65-й стрелковый корпус | -            |
| 01.01.1945 года  | 3-й Белорусский фронт                       | 5-я армия  | 65-й стрелковый корпус | -            |
| 01.02.1945 года  | 3-й Белорусский фронт                       | 5-я армия  | 65-й стрелковый корпус | -            |
| 01.03.1945 года  | 3-й Белорусский фронт                       | 5-я армия  | -                      | -            |
| 01.04.1945 года  | 3-й Белорусский фронт                       | 5-я армия  | 65-й стрелковый корпус | -            |
| 01.05.1945 года  | Резерв Ставки Верховного Главнокомандования | 5-я армия  | 65-й стрелковый корпус | -            |
| 01.07.1945 года  | Приморская группа войск                     | 5-я армия  | 65-й стрелковый корпус | -            |
| 01.08.1945 года  | Приморская группа войск                     | 5-я армия  | 65-й стрелковый корпус | -            |
| 09.08.1945 года  | 1-й Дальневосточный фронт                   | 5-я армия  | 65-й стрелковый корпус | -            |
| 03.09.1945 года  | 1-й Дальневосточный фронт                   | 5-я армия  | 65-й стрелковый корпус | -            |

## Командиры
- Чернышев, Фёдор Васильевич, полковник, с 18 сентября 1941 года по 31 января 1942 года
- Ягодкин, Николай Викторович, полковник, с 31 января 1942 года  по 18 февраля 1942 года
- Олешев, Николай Николаевич, полковник, генерал-майор (14 февраля 1943 года) с февраля 1942 года  по 31 мая 1943 года
- Сакаев, Усман Минибаевич, полковник, с мая 1943 года по 30 июня 1943 года
- Алексеенко, Василий Лаврентьевич, полковник, с июня  1943 года по 7 марта  1944 года
- Шишов, Фёдор Фёдорович, полковник, с 7 марта 1944 года по 3 мая 1944 года

## Отличившиеся  воины дивизии
Герои Советского Союза:
- Берёзкин, Сергей Дмитриевич, старший сержант, командир 76-мм орудия 242-го отдельного истребительно-противотанкового дивизиона.
- Ершов, Александр Матвеевич, сержант, командир отделения 1233-го стрелкового полка.
- Вяткин, Александр Ильич, сержант, командир 76-мм орудия 242-го отдельного истребительно-противотанкового дивизиона.
- Пономарёв, Павел Иванович, капитан, начальник артиллерии 1233-го стрелкового полка. Погиб в бою 27 октября 1944 года.
- Фенько, Степан Григорьевич, красноармеец, командир 45-мм орудия 1233-го стрелкового полка.
- Шутилов, Терентий Яковлевич, старший сержант, командир орудия батареи 76-мм пушек 1231-го стрелкового полка.

 Кавалеры ордена Славы трёх степеней
- Алексеев, Герман Алексеевич, старший сержант, командир отделения разведки 242-го отдельного истребительно-противотанкового дивизиона
- Афанасенко, Алексей Петрович, красноармеец, разведчик 429-й отдельной разведывательной роты
- Кольтюков, Егор Николаевич, старший сержант, наводчик орудия 242-го отдельного истребительно-противотанкового дивизиона
- Родимов, Николай Ефимович, красноармеец, разведчик 930-го артиллерийского полка
- Шилов, Дмитрий Антонович, красноармеец, сапёр 445-го отдельного сапёрного батальона.